# Markus Müller (Politiker)
Markus Müller (* 1978 in Wertingen) ist ein deutscher Politiker (Freie Wähler). Seit 13. Juli 2022 ist er Landrat des Landkreises Dillingen an der Donau.

## Leben
Markus Müller studierte Agrarwirtschaft und schloss das Studium als Diplom-Ingenieur (FH) ab. An seinem Studienort war er Schüler- und Studentensprecher.
Berufsbegleitend erwarb er bei einem anschließenden generalistischem Management-Studium den akademischen Grad MBA (Master of Business Administration) im Studiengang Regional Management. Er war vor seiner Wahl zum Landrat als Hauptgeschäftsführer des Bezirksverbandes Schwaben im Bayerischen Bauernverband tätig und leitete dessen Hauptgeschäftsstelle in Augsburg. Im Badisch Landwirtschaftlichen Hauptverband war er vier Jahre als Bezirksgeschäftsführer im Ortenaukreis und im Landkreis Rastatt tätig. In dieser Zeit begleitete er die Gründung eines Landschaftspflegeverbandes in der Ortenau. Er ist seit 2011 als Beisitzer im Vorstand der Schule für Dorf und Landentwicklung in Thierhaupten. Darüber hinaus wirkte er als Mitglied im „Geschäftsführer Round Table“ bei der Vereinigung der Bayerischen Wirtschaft (vbw) im Regierungsbezirk Schwaben mit. In der berufsständischen Sozialversicherung (SVLFG) war Müller Mitglied der Selbstverwaltung in den Bereichen Berufsgenossenschaft, Krankenversicherung und Alterskasse. In seinem Studienort Triesdorf (Weihenstephan) ist er zudem im Vorstand des Ehemaligenverbandes.

## Kommunalpolitik und Verwaltung
Markus Müller trat 2020 erstmals bei der Kommunalwahl an und wurde auf Anhieb in den Stadtrat seiner Heimatstadt Wertingen gewählt. Das Mandat endete gesetzlich mit der Wahl zum Landrat, da dieser zugleich Leiter der Rechtsaufsichtsbehörde ist. Bei der Landratswahl erreichte er am 15. Mai 2022 unter drei Bewerbern 48,2 % der Stimmen. Bei der Stichwahl am 29. Mai 2022 wurde er mit 55,9 % gewählt und trat am 13. Juli 2022 die Nachfolge von Leo Schrell an.
Durch seine berufliche Zeit in Baden-Württemberg kam er in Kontakt mit der Verwaltungs- und Wirtschaftsakademie (VWA) in Stuttgart. Dort absolvierte er berufsbegleitend den Zertifikatslehrgang Verwaltungskompetenz. Bei der Konrad Adenauer Stiftung Baden-Württemberg besuchte er ebenso eine Weiterbildungsreihe zur Kommunalpolitik, da er als Verbandsgeschäftsführer ständig mit Themen rund um Verwaltung sowie Regionalpolitik befasst war und mit einer Vielzahl an Behörden, Verwaltungsebenen und Abgeordnetenbüros in Kontakt stand.

## Privates
Markus Müller ist verheiratet und hat eine Tochter.

## Belege
1. ↑  Stichwahl-Meldung des Landkreises, abgerufen am 7. Oktober 2022

| Personendaten    | Personendaten                                                                             |
| ---------------- | ----------------------------------------------------------------------------------------- |
| NAME             | Müller, Markus                                                                            |
| KURZBESCHREIBUNG | deutscher Politiker (Freie Wähler Bayern), Landrat des Landkreises Dillingen an der Donau |
| GEBURTSDATUM     | 1978                                                                                      |
| GEBURTSORT       | Wertingen                                                                                 |